# БРДМ-2ДИ
БРДМ-2ДИ «Хазар» (укр. БРДМ-2Ді «Хазар») — один из вариантов модернизации советской БРДМ-2, разработанный в 2005 году на ГП «Николаевский ремонтно-механический завод».

## История
Разработка бронемашины была начата с учётом опыта, полученного в 2003-2005 гг. украинским военным контингентом в Ираке (где в это же время польским военным контингентом использовались модернизированные BRDM-2M96i - с дополнительными люками и дизельными двигателями Iveco Aifo 8040).
27-30 сентября 2005 года демонстрационный образец БРДМ-2ДИ был представлен на выставке "Оружие и безопасность-2005" в Киеве.
В 2006 году были проведены испытания БРДМ-2ДИ с боевым отделением БУГ.
В 2007 году БРДМ-2ДИ вышла на этап государственных испытаний.
10 июля 2008 года вариант модернизации БРДМ-2 до уровня "Хазар" был запатентован.
К началу 2011 года машина прошла испытания.
24 августа 2014 года одна БРДМ-2ДИ участвовала в военном параде в Киеве.
Производство БРДМ-2ДИ было начато 29 декабря 2014 года на Николаевском бронетанковом заводе.

## Описание
При изготовлении БРДМ-2ДИ используется уже готовый бронекорпус советского БРДМ-2 из складских запасов, который проходит ремонт, переоборудование и перекраску.
При переоборудовании БРДМ-2 в БРДМ-2ДИ демонтируют две пары пневматических колёс (предназначенных для преодоления траншей и окопов) и четыре гидравлических подъёмника, обеспечивающие их выдвижение. Объём топливных баков оставлен прежним.
На БРДМ-2ДИ установлен дизельный двигатель FPT IVECO Tector с предпусковым подогревателем, который позволил уменьшить расход топлива до 19 литров на 100 км и соответствует экологическим стандартам Евро-3. Как сообщил инженер-технолог Николаевского бронетанкового завода Александр Каплун, замена двигателя привела к необходимости замены моторной перегородки и переделке некоторых других корпусных деталей.
В бортах машины сделаны два дополнительных люка для высадки десанта.
Кроме того, на БРДМ-2ДИ установлено новое оборудование связи - цифровая радиостанция (Р-173 или Р-030У). При необходимости, на бронемашину могут быть установлены прибор ночного видения, тепловизор, система видеонаблюдения и спутниковый навигатор СН-3210 "Базальт-K".

## Варианты и модификации
- стандартное исполнение - в качестве вооружения сохранены один 14,5-мм пулемёт КПВТ и один 7,62-мм пулемёт ПКТ[2]
- модернизированный вариант «для разведчиков и спецназовцев» - вооружение составляют 7,62-мм пулемёт и 30-мм автоматический станковый гранатомёт, установленные на крыше, а также 7,62-мм пулемёт в передней установке у командира; также на бронемашину установлен комплект решётчатых противокумулятивных экранов. Сообщается, что этот вариант модернизации был разработан летом 2014 года Конструкторско-технологическим центром министерства обороны Украины в Киеве с учётом опыта, полученного при проведении спецоперации на востоке Украины. По состоянию на начало июля 2014 года, было начато изготовление одного прототипа[24]

Дальнейшим развитием БРДМ-2ДИ стала разработанная в 2016 - 2017 гг. бронемашина БРДМ-НИК (получившая комплект навесной защиты и усиленную подвеску).

## На вооружении
- Украина:
  - Государственная пограничная служба Украины — 29 октября 2014 для ГПСУ были заказаны две БРДМ-2ДИ «Хазар» с информационно-телекоммуникационными комплексами «СКІТА-04»[25].
  - Вооружённые силы Украины — в январе 2015 года было объявлено, что ещё несколько БРДМ-2ДИ заказаны министерством обороны Украины[6]